# Rimini Calcio Football Club 1997-1998
Questa pagina raccoglie i dati riguardanti il Rimini Calcio Football Club nelle competizioni ufficiali della stagione 1997-1998.

## Stagione
In panchina arriva Melotti, già difensore centrale a Rimini ai tempi di Arrigo Sacchi.

Andrea Tedeschi, miglior marcatore stagionale

La prima vittoria arriva alla 5ª giornata, in casa contro lo Spezia. Intanto vengono firmati alcuni rinforzi (Striuli, Pompini, Franzini) ma il 2 novembre la sconfitta esterna per 2-0 a Ferrara contro la SPAL manda i biancorossi a -8 sugli stessi ferraresi. Successivamente i riminesi vanno a vincere fuori casa contro l'Arezzo di Serse Cosmi, dando origine a una striscia di 6 vittorie in 7 partite che riporterà i biancorossi in vetta a pari merito con la SPAL al termine del girone d'andata.
Nelle prime partite del girone di ritorno la truppa di Melotti perde qualche punto dalla vetta, tuttavia grazie alla vittoria al "Benelli" di Pesaro i biancorossi arrivano alla sfida con la SPAL con un solo punto di svantaggio. Il match si conclude 3-0 in favore del Rimini, che vola a +2 conquistando anche il vantaggio negli scontri diretti. Poi arrivano 3 vittorie di fila e un pareggio a Lugo, quindi una settimana più tardi il Rimini non va oltre lo 0-0 interno contro il Castel San Pietro in una gara contestatissima con 3 giocatori riminesi espulsi: l'arbitro Manari di Teramo fu costretto a lasciare lo stadio in elicottero mentre una folla inferocita lo attendeva all'esterno. Alla terz'ultima giornata arriva una sconfitta a Viterbo, complici le squalifiche, poi due vittorie. La classifica finale vedrà la SPAL conquistare il primo posto con un punto in più dei biancorossi, che sono costretti ai play-off.
Le semifinali sono contro lo Spezia. In Liguria la gara di andata termina 0-0; nel match di ritorno un pareggio avrebbe favorito i riminesi, ma la beffa dell'eliminazione arriva a pochi secondi dalla fine con la rete di Roberto Chiappara. In finale play-off ci va quindi lo Spezia, squadra che al termine del campionato aveva ben 19 punti in meno del Rimini.

## Organigramma societario
Area direttiva
- Presidente: Vincenzo Bellavista

Area organizzativa
- Team manager: Piergiorgio Ceccherini

Area comunicazione
- Segretario: Floriano Evangelisti
- Ufficio Stampa : Giuseppe Meluzzi

Area tecnica
- Direttore sportivo: Riccardo Maritozzi
- Allenatore: Mauro Melotti
- Preparatore atletico: Davide Landi
- Preparatore dei portieri: Pietro Martini

Area sanitaria
- Medico sociale: Pasquale Contento
- Massaggiatore: Pietro Rossini

## Rosa
| N. |                   | Ruolo | Calciatore              |
| -- | ----------------- | ----- | ----------------------- |
|    | Italia (bandiera) | P     | Gianni Marco Sansonetti |
|    | Italia (bandiera) | P     | Simone Fraternali       |
|    | Italia (bandiera) | D     | Alessio Ballanti        |
|    | Italia (bandiera) | D     | Cosimo De Blasio        |
|    | Italia (bandiera) | D     | Davide Ferrari          |
|    | Italia (bandiera) | D     | Gian Paolo Morabito     |
|    | Italia (bandiera) | D     | Mario Masini            |
|    | Italia (bandiera) | D     | Samuele Conficconi      |
|    | Italia (bandiera) | C     | Arnaldo Franzini        |

| N. |                   | Ruolo | Calciatore           |
| -- | ----------------- | ----- | -------------------- |
|    | Italia (bandiera) | C     | Massimiliano D'Urso  |
|    | Italia (bandiera) | C     | Massimiliano Striuli |
|    | Italia (bandiera) | C     | Massimo De Amicis    |
|    | Italia (bandiera) | C     | Mauro Buratti        |
|    | Italia (bandiera) | C     | Milo Losi            |
|    | Italia (bandiera) | A     | Andrea Tedeschi      |
|    | Italia (bandiera) | A     | Cristian Baldelli    |
|    | Italia (bandiera) | A     | Ignazio Damato       |
|    | Italia (bandiera) | A     | Stefano Pompini      |

## Risultati

### Campionato

#### Girone di andata
| 31 agosto 1997 1ª giornata | Torres | 2 – 2 | Rimini |  |

| 7 settembre 1997 2ª giornata | Rimini | 0 – 0 | Tolentino |  |

| 14 settembre 1997 3ª giornata | Rimini | 1 – 1 | Tempio |  |

| 21 settembre 1997 4ª giornata | Teramo | 2 – 0 | Rimini |  |

| 28 settembre 1997 5ª giornata | Rimini | 2 – 0 | Spezia |  |

| 5 ottobre 1997 6ª giornata | Fano | 1 – 4 | Rimini |  |

| 12 ottobre 1997 7ª giornata | Viareggio | 0 – 0 | Rimini |  |

| 26 ottobre 1997 8ª giornata | Rimini | 2 – 0 | Vis Pesaro |  |

| 2 novembre 1997 9ª giornata | SPAL | 2 – 0 | Rimini |  |

| 9 novembre 1997 10ª giornata | Rimini | 0 – 0 | Iperzola |  |

| 16 novembre 1997 11ª giornata | Arezzo | 0 – 1 | Rimini |  |

| 23 novembre 1997 12ª giornata | Rimini | 1 – 0 | Pontedera |  |

| 7 dicembre 1997 13ª giornata | Rimini | 1 – 0 | Baracca Lugo |  |

| Cento 14 dicembre 1997 14ª giornata | Castel San Pietro | 1 – 3 | Rimini |  |

| 21 dicembre 1997 15ª giornata | Rimini | 1 – 0 | Viterbese |  |

| 28 dicembre 1997 16ª giornata | Maceratese | 0 – 0 | Rimini |  |

| 11 gennaio 1998 17ª giornata | Rimini | 2 – 0 | Pisa |  |

#### Girone di ritorno
| 18 gennaio 1998 18ª giornata | Rimini | 1 – 1 | Torres |  |

| 25 gennaio 1998 19ª giornata | Tolentino | 1 – 2 | Rimini |  |

| 1º febbraio 1998 20ª giornata | Tempio | 0 – 0 | Rimini |  |

| 8 febbraio 1998 21ª giornata | Rimini | 0 – 0 | Teramo |  |

| 15 febbraio 1998 22ª giornata | Spezia | 1 – 1 | Rimini |  |

| 22 febbraio 1998 23ª giornata | Rimini | 3 – 1 | Fano |  |

| 8 marzo 1998 24ª giornata | Rimini | 3 – 0 | Viareggio |  |

| 15 marzo 1998 25ª giornata | Vis Pesaro | 1 – 2 | Rimini |  |

| 22 marzo 1998 26ª giornata | Rimini | 3 – 0 | SPAL |  |

| 29 marzo 1998 27ª giornata | Iperzola | 1 – 2 | Rimini |  |

| 5 aprile 1998 28ª giornata | Rimini | 1 – 0 | Arezzo |  |

| 11 aprile 1998 29ª giornata | Pontedera | 0 – 2 | Rimini |  |

| 19 aprile 1998 30ª giornata | Baracca Lugo | 0 – 0 | Rimini |  |

| 26 aprile 1998 31ª giornata | Rimini | 1 – 1 | Castel San Pietro |  |

| 3 maggio 1998 32ª giornata | Viterbese | 2 – 1 | Rimini |  |

| 10 maggio 1998 33ª giornata | Rimini | 1 – 0 | Maceratese |  |

| 17 maggio 1998 34ª giornata | Pisa | 3 – 4 | Rimini |  |

## Classifica finale
|  |    | Classifica 1997-98 | Pt | G  | V  | N  | P | GF | GS | DR  |
|  | -- | ------------------ | -- | -- | -- | -- | - | -- | -- | --- |
|  | 2. | Rimini             | 69 | 34 | 19 | 12 | 3 | 47 | 21 | +26 |